# Élections législatives de 2024 au Queensland
Les élections législatives de 2024 au Queensland ont lieu le 26 octobre 2024 afin de renouveler les 93 sièges de l'Assemblée législative de l'État australien du Queensland.
Le scrutin est le premier depuis 2006 où les deux principaux partis sont dirigés par des hommes. Les résultats amènent à une alternance. Le Parti libéral national remporte la majorité absolue des sièges, ce qui permet à son chef David Crisafulli de devenir le nouveau Premier ministre. Au pouvoir depuis 2015, le Parti travailliste, mené par le chef de gouvernement sortant Steven Miles, perd un tiers de ses sièges acquis aux élections de 2020 et retourne dans l'opposition.

## Contexte
Les élections de 2020 sont les premières à voir les sièges des députés pourvus pour un mandat de quatre ans, contre trois auparavant. Ce changement fait suite à un référendum organisé en mars 2016 au cours duquel la proposition est approuvée par 52,96 % des votants, pour une participation de 82,18 %. Les résultats voient une troisième victoire consécutive du Parti travailliste, au pouvoir depuis 2015. Il renforce sa majorité absolue à l'Assemblée législative avec quatre sièges supplémentaires, permettant à la Première ministre sortante, Annastacia Palaszczuk d'être reconduite pour la troisième fois.
En décembre 2023, Palaszczuk annonce sa retraite de la vie politique et son vice-Premier ministre, Steven Miles, lui succède le 15 décembre,.

## Système électoral

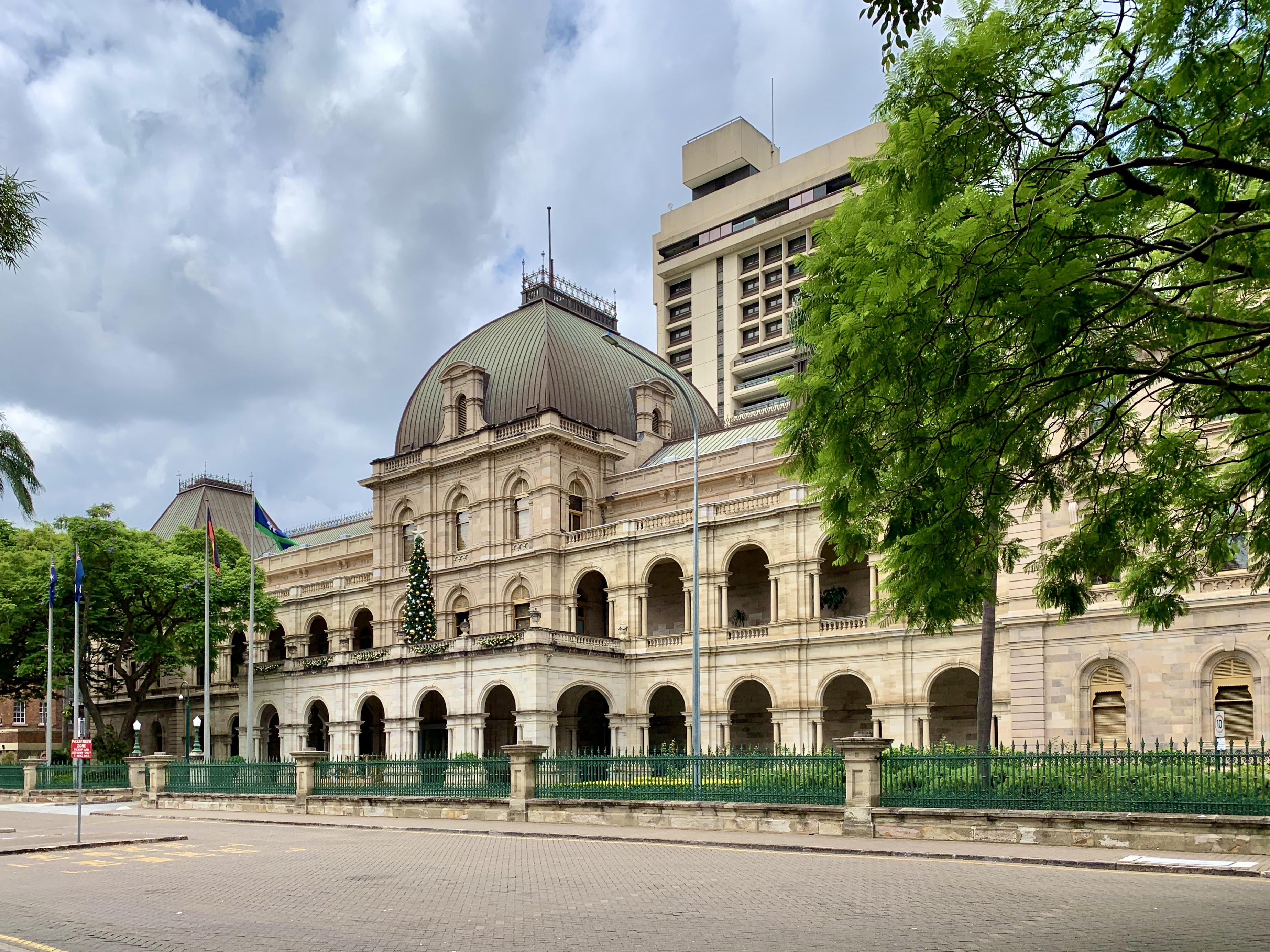
Le siège du Parlement à Brisbane.

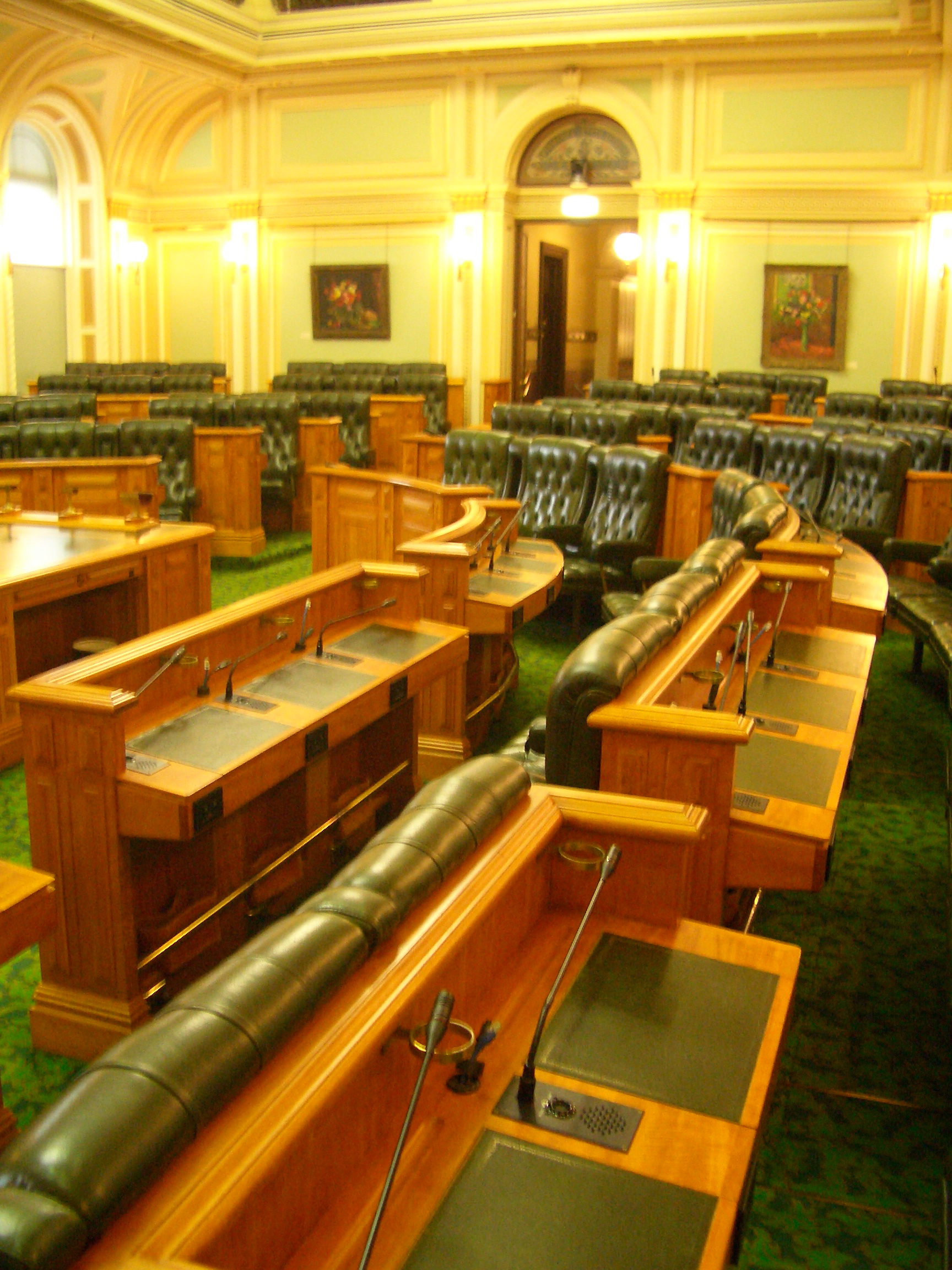
Intérieur de l'assemblée.

L'Assemblée législative du Queensland est un parlement monocaméral doté de 93 sièges pourvus pour quatre ans au vote à second tour instantané dans autant de circonscription électorale. Le vote y est utilisé sous sa forme intégrale : les électeurs classent l'intégralité des candidats par ordre de préférences en écrivant un chiffre à côté de chacun de leurs noms sur le bulletin de vote, 1 étant la première préférence. Au moment du dépouillement, les premières préférences sont d'abord comptées puis, si aucun candidat n'a réuni plus de la moitié des suffrages dans la circonscription, le candidat arrivé dernier est éliminé et ses secondes préférences attribuées aux candidats restants. L'opération est renouvelée jusqu'à ce qu'un candidat atteigne la majorité absolue. Les bulletins de vote où tous les candidats n'ont pas été classés sont rendus nuls,.
Depuis le référendum de 2016, les sièges de députés sont pourvus pour un mandat de quatre ans, au lieu de trois auparavant. La date des élections est fixée au dernier samedi du mois d'octobre de la quatrième année du mandat de l'assemblée.

## Forces en présences
| Parti | Parti                                                    | Idéologie                                                                  | Chef de file     | Résultats en 2020           |
| ----- | -------------------------------------------------------- | -------------------------------------------------------------------------- | ---------------- | --------------------------- |
|       | Parti travailliste Labor Party                           | Centre gauche Social-démocratie, progressisme                              | Steven Miles     | 39,57 % des voix 52 députés |
|       | Parti libéral national Liberal National Party            | Centre droit Libéral-conservatisme, libéralisme économique                 | David Crisafulli | 35,89 % des voix 34 députés |
|       | Verts australiens Australian Greens                      | Gauche Écologie politique                                                  | N/A              | 9,47 % des voix 2 députés   |
|       | Pauline Hanson's One Nation Une nation de Pauline Hanson | Droite à extrême droite Nationalisme, populisme de droite, protectionnisme | Pauline Hanson   | 7,12 % des voix 1 députés   |
|       | Parti australien de Katter Katter's Australian Party     | Droite Conservatisme, populisme de droite, protectionnisme                 | Robbie Katter    | 2,48 % des voix 3 députés   |

## Sondages

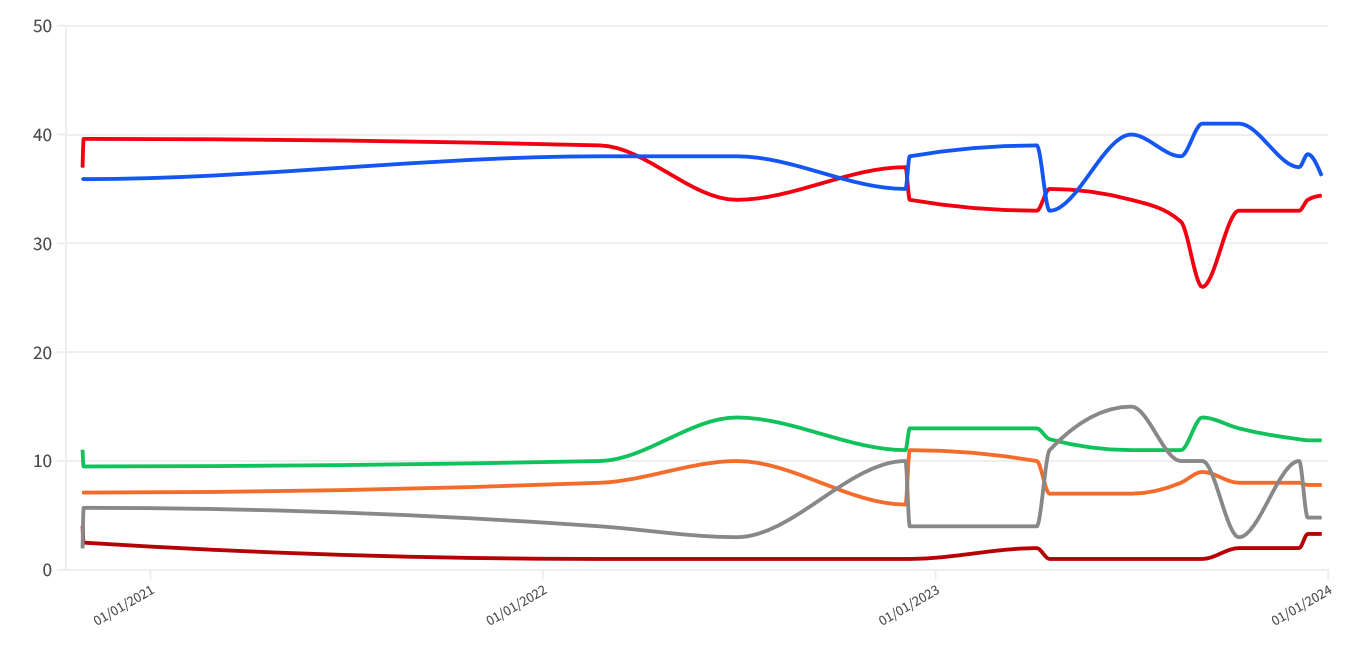
Évolution des intentions de vote exprimées depuis les dernières élections en 2020.

| Date | Institut                     | Premières préférences | Premières préférences | Premières préférences | Premières préférences | Premières préférences | Premières préférences |        | Second votes | Second votes |
| Date | Institut                     | ALP                   | LNP                   | GRN                   | ONP                   | KAP                   | Autres                | ALP    | LNP          |              |
| --- | ---------------------------- | --------------------- | --------------------- | --------------------- | --------------------- | --------------------- | --------------------- | ------ | ------------ | ------------ |
| Date | Institut                     |                       |                       |                       |                       |                       | Autres                |        |              |              |
| 24 octobre 2024 | Ucom                         | 33,6 %                | 39,3 %                | 12,9 %                | 7,8 %                 | 2,9 %                 | 3,5 %                 | 49 %   | 51 %         |              |
| 18-24 octobre 2024 | Newspoll                     | 33 %                  | 42 %                  | 11 %                  | 8 %                   | —                     | 6 %                   | 47,5 % | 52,5 %       |              |
| 14-19 octobre 2024 | Resolve Strategic            | 32 %                  | 40 %                  | 11 %                  | 9 %                   | 2 %                   | 6 %                   | 47 %   | 53 %         |              |
| 10-16 octobre 2024 | YouGov                       | 31 %                  | 41 %                  | 11 %                  | 11 %                  | 1 %                   | 5 %                   | 45 %   | 55 %         |              |
| 15 octobre 2024 | The Courier-Mail (Exit Poll) | 30 %                  | 48,2 %                | 8,6 %                 | 7,3 %                 | 1,5 %                 | 4,4 %                 | 42 %   | 58 %         |              |
| 26-29 septembre 2024 | Freshwater Strategy          | 30 %                  | 43 %                  | 12 %                  | 8 %                   | —                     | 7 %                   | 44 %   | 56 %         |              |
| 12-18 septembre 2024 | Newspoll                     | 30 %                  | 42 %                  | 12 %                  | 8 %                   | —                     | 8 %                   | 45 %   | 55 %         |              |
| Juin-septembre 2024 | Resolve Strategic            | 23 %                  | 44 %                  | 12 %                  | 8 %                   | 1 %                   | 12 %                  | 41,5 % | 58,5 %       |              |
| 6-29 août 2024 | Wolf & Smith                 | 24 %                  | 42 %                  | 12 %                  | 8 %                   | 3 %                   | 11 %                  | 43 %   | 57 %         |              |
| Mai-août 2024 | RedBridge                    | 29 %                  | 42 %                  | 11 %                  | —                     | —                     | 18 %                  | 45,5 % | 54,5 %       |              |
| 8-15 juillet 2024 | YouGov                       | 26 %                  | 43 %                  | 14 %                  | 13 %                  | 1 %                   | 3 %                   | 43 %   | 57 %         |              |
| Février-mai 2024 | RedBridge                    | 28 %                  | 47 %                  | 12 %                  | —                     | —                     | 13 %                  | 43 %   | 57 %         |              |
| Février-mai 2024 | Resolve Strategic            | 26 %                  | 43 %                  | 13 %                  | 8 %                   | 1 %                   | 9 %                   | 44,5 % | 55,5 %       |              |
| 9-17 avril 2024 | YouGov                       | 27 %                  | 44 %                  | 15 %                  | 10 %                  | 1 %                   | 3 %                   | 44 %   | 56 %         |              |
| Élections locales (16 mars 2024). |                              |                       |                       |                       |                       |                       |                       |        |              |              |
| 7-13 mars 2024 | Newspoll                     | 30 %                  | 42 %                  | 13 %                  | 8 %                   | —                     | 7 %                   | 46 %   | 54 %         |              |
| 13 février 2024 | uComms                       | 34,2 %                | 37,3 %                | 12,2 %                | 7,7 %                 | 3,9 %                 | 4,7 %                 | 50 %   | 50 %         |              |
| 26 décembre 2023 | uComms                       | 34,4 %                | 36,2 %                | —                     | —                     | —                     | —                     | 49 %   | 51 %         |              |
| Steven Miles est élu chef du Parti travailliste du Queensland et devient Premier ministre (15 décembre 2023).                                 |                              |                       |                       |                       |                       |                       |                       |        |              |              |
| 13 décembre 2023 | uComms                       | 34 %                  | 38,2 %                | 11,9 %                | 7,8 %                 | 3,3 %                 | 4,8 %                 | 48 %   | 52 %         |              |
| Annastacia Palaszczuk annonce démissionner en tant que cheffe du Parti travailliste du Queensland et de Première ministre (10 décembre 2023). |                              |                       |                       |                       |                       |                       |                       |        |              |              |
| Septembre-décembre 2023 | Resolve Strategic            | 33 %                  | 37 %                  | 12 %                  | 8 %                   | —                     | 10 %                  | 49,5 % | 50,5 %       |              |
| 4-10 octobre 2023 | YouGov                       | 33 %                  | 41 %                  | 13 %                  | 8 %                   | 2 %                   | 3 %                   | 48 %   | 52 %         |              |
| 26 août-6 septembre 2023 | RedBridge                    | 26 %                  | 41 %                  | 14 %                  | 9 %                   | —                     | 10 %                  | 45 %   | 55 %         |              |
| Mai-août 2023 | Resolve Strategic            | 32 %                  | 38 %                  | 11 %                  | 8 %                   | 1 %                   | 10 %                  | 48 %   | 52 %         |              |
| 29 juin-2 juillet 2023 | Freshwater Strategy          | 34 %                  | 40 %                  | 11 %                  | —                     | —                     | 15 %                  | 49 %   | 51 %         |              |
| 17 janvier-17 avril 2023 | Resolve Strategic            | 35 %                  | 33 %                  | 12 %                  | 7 %                   | 1 %                   | 11 %                  | 52,5 % | 47,5 %       |              |
| 30 mars-5 avril 2023 | YouGov                       | 33 %                  | 39 %                  | 13 %                  | 10 %                  | 2 %                   | —                     | 49 %   | 51 %         |              |
| 1er-8 décembre 2022 | YouGov                       | 34 %                  | 38 %                  | 13 %                  | 11 %                  | —                     | 4 %                   | 50 %   | 50 %         |              |
| 21 août-4 décembre 2022 | Resolve Strategic            | 37 %                  | 35 %                  | 11 %                  | 6 %                   | 1 %                   | 3 %                   | 50 %   | 50 %         |              |
| 23-30 juin 2022 | YouGov                       | 34 %                  | 38 %                  | 14 %                  | 10 %                  | 1 %                   | 3 %                   | 50 %   | 50 %         |              |
| 18-23 février 2022 | YouGov                       | 39 %                  | 38 %                  | 10 %                  | 8 %                   | 1 %                   | 4 %                   | 52 %   | 48 %         |              |

## Résultats
|                           |                                      |           |       |      |        |               |  |  |  |
| Partis                    | Partis                               | Voix      | %     | +/-  | Sièges | +/-           |  |  |  |
|                           | Parti libéral national               | 1 289 535 | 41,52 | 5,63 | 52     | 18            |  |  |  |
|                           | Parti travailliste                   | 1 011 211 | 32,56 | 7,01 | 36     | 16            |  |  |  |
|                           | Verts australiens                    | 307 178   | 9,89  | 0,42 | 1      | 1             |  |  |  |
|                           | Pauline Hanson's One Nation          | 248 334   | 8,00  | 0,88 | 0      | 1             |  |  |  |
|                           | Parti australien de Katter           | 75 773    | 2,44  | 0,08 | 3      | en stagnation |  |  |  |
|                           | Parti de la famille d'abord          | 57 826    | 1,86  | Nv.  | 0      | en stagnation |  |  |  |
|                           | Parti de la légalisation du cannabis | 49 621    | 1,60  | 0,69 | 0      | en stagnation |  |  |  |
|                           | Justice pour les animaux             | 9 669     | 0,31  | 0,03 | 0      | en stagnation |  |  |  |
|                           | Parti libertarien                    | 4 141     | 0,13  | Nv.  | 0      | en stagnation |  |  |  |
|                           | Indépendants                         | 52 657    | 1,69  | 0,79 | 1      | en stagnation |  |  |  |
|                           |                                      |           |       |      |        |               |  |  |  |
| Votes valides             | Votes valides                        | 3 105 945 | 96,10 |      |        |               |  |  |  |
| Votes blancs et invalides | Votes blancs et invalides            | 126 023   | 3,90  |      |        |               |  |  |  |
| Total                     | Total                                | 3 231 968 | 100   | –    | 93     | en stagnation |  |  |  |
| Abstentions               | Abstentions                          | 451 400   | 12,26 |      |        |               |  |  |  |
| Inscrits / participation  | Inscrits / participation             | 3 683 368 | 87,74 |      |        |               |  |  |  |

## Analyse et conséquences
Les premières estimations lors du dépouillement ne donnent pas de vainqueur immédiat. Ce n'est que tard dans la nuit que la victoire du Parti libéral national devient clair, lorsque les analystes politiques concluent que le Parti travailliste a perdu sa majorité absolue et que les libéraux nationaux sont sur le point de pouvoir former un gouvernement majoritaire. Le chef du Parti libéral national, David Crisafulli, déclare la victoire de sa formation dans un discours prononcé tard dans la nuit après la fermeture des bureaux de vote. Cependant, le Premier ministre sortant, Steven Miles, s'abstient de commentaire dans l'attente d'un nouveau dépouillement dans plusieurs circonscriptions, avant de concéder sa défaite le lendemain matin lors d'une conférence de presse.
Les résultats définitifs donnent une majorité absolue au Parti libéral national avec 52 sièges sur 93, soit dix-sept de plus par rapport à 2020. En revanche, les travaillistes en perdent 15, ce qui les ramènent à 36 députés. Le Parti australien de Katter conserve ses trois sièges et les Verts voient leur représentation baisser à un seul député.
Le 28 octobre, Crisafulli prête serment en tant que 41e Premier ministre du Queensland devant la gouverneure Jeannette Young, aux côtés de son vice-Premier ministre Jarrod Bleijie. Le gouvernement au complet prête serment le 1er novembre,.